# مصطفى نعمان البدري
مصطفى نعمان البدري (1353- 1440 هـ / 1934- 2019 م) أديب وشاعر عراقي، وباحث وكاتب وأستاذ جامعي، كانت له عناية خاصة بأديب العربية الكبير مصطفى صادق الرافعي وفكره وأدبه وآثاره. لقبه علامة العراق محمد بهجة الأثري بالناقد المكين، وأجازه بالكتابة الأدبية والنقد.

مصطفى نعمان البدري باللباس العربي

## ولادته وتحصيله
ولد مصطفى نعمان بن حسين بن المُلا علي البَدْرِي في سامراء، يوم الاثنين 16 رمضان 1353هـ الموافق 24 ديسمبر (كانون الأول) 1934م، لأسرة يتصل نسبها ببدر الدين الحسيني. ونشأ في كنف والده العالم الأديب الشيخ حسين البدري المتخرِّج في دار العلوم في سامراء، والإمام الخطيب الذي اغتيل عام 1400هـ/ 1980م. وانتفع أيضًا بخاله السيد علي مهدي البدري.
درس مصطفى نعمان المرحلة الابتدائية في الدجيل وأنهاها في المحمودية، وقد أُشرِبَ قلبه في هذه المرحلة حبَّ العروبة، وهام بالأناشيد القومية، والتمثيليات التي تصوِّر الفتح العربي الإسلامي باللغة العربية الفصحى التي يسمعها من الإذاعة. ثم تابع الدراسة الثانوية في سامراء ونال شهادتها في الأعظمية.
وحصل على الإجازة (بكالوريوس) في آداب اللغة العربية والعلوم الإسلامية من كلية دار العلوم (الشريعة) بجامعة بغداد عام 1380هـ/ 1961م، وعُيّن موظفًا مدَّة. ثم مضى إلى مصر لمتابعة دراسته العليا في كلية دار العلوم بجامعة القاهرة، فنال منها شهادة (ماجستير) عام 1386هـ/ 1967م، وموضوع رسالته "مصطفى صادق الرافعي الشاعر" بإشراف عمر الدسوقي (ت 1978)، ثم شهادة (دكتوراه) في الدراسات الأدبية والنقدية عام 1393هـ/ 1974م بمرتبة الشرف، وموضوع أطروحته "الرافعي الكاتب بين المحافظة والتجديد" بإشراف عمر الدسوقي أيضًا.

## عمله ونشاطه
بدأ في نظم الشعر وهو لا يزال طالبًا، وسلك في الوظيفة المدنية كاتبًا وملاحظًا في وِزارة المعارف والجامعة، وعمل مدرسًا للغة العربية لطلاب المرحلة الثانوية عام 1961، ودرَّس النظُم الإسلامية في تربية ديالى وإعداد المعلمات بسامراء.
ثم انتقل محاضرًا ومعيدًا في كلية الآداب بجامعة بغداد عام 1967، ثم رُقِّي إلى رتبة مدرِّس للآداب عام 1971، ثم إلى رتبة أستاذ مساعد في الأدب الحديث والنقد عام 1976، ثم أُحيل على التقاعد عام 1978 بدسيسة شعوبية آثمة. ثم أعيد إلى جامعة بغداد برتبة أستاذ بأمر رئاسي عام 1991، فدرَّس الأدب وعلوم القرآن والتفسير، واستمرَّ حتى تقاعده عام 2006 وقد بلغ الثانية والسبعين. ودرَّس الأدب الحديث في جامعة تكريت، وجامعة سامراء.
بعد تقاعده تفرَّغ للكتابة والبحث والتأليف والإبداع الشعري. وكانت له عنايةٌ خاصة بأديب العربية مصطفى صادق الرافعي، وبفكره وأدبه وآثاره، فصدر له في ذلك كتبٌ وبحوث ومقالات.

## مؤلفاته وآثاره

### مؤلفاته
1. الرافعي الكاتب بين المحافظة والتجديد، 1967، ثم طبعة دار الجيل بيروت ودار عمَّار عمَّان 1991.[8]
2. عصر الرافعي الأديب الإمام، مطبعة البصري 1968.
3. أغاريد الرافعي - الحرية، وِزارة الثقافة 1980.
4. الانبعاث القومي للضمير العربي، بيروت 1985.
5. الإسلام الحنيف والموجة الدينية المضطربة، بغداد 1989.[9]
6. عروبة التشيُّع القومية والاندساس الشعوبي الأثيم 2006.
7. العروبة المؤمنة والبناء الاعتقادي للأمَّة 2007.
8. كُلَيمات الرافعي الآبِدات 2009.
9. الرافعي الناقد الأديب (ذكر أنه أتمَّه وناوله "عالم المعرفة" لنشره).[10]
10. العرب المتنصِّرة.
11. دراسات وبحوث ومقالات ونقود في شتيت الصحف والمجلات.
12. أعدَّ للرافعي الجزء الرابع من كتاب "وحي القلم" و"ديوان النظرات" و"الكتاب النبوي".

### دواوينه
1. يوم العروبة، تمثيلة شعرية 1953.
2. في مولد الفجر، ملحمة شعرية 1959.
3. معجزة العروبة، نظمها لثورة الجزائر 1961.
4. وادي الهوى، الجزء الأول من ديوانه 1965.[11]
5. بعضُ وفاء.
6. هدير الأفئدة.
7. لقاء مع الزهراء.
8. افتراق.

### بحوثه
نشر عددًا من البحوث والدراسات في الدوريات العربية والمحكَّمة، والكتاب السنوي لوِزارة الأوقاف العراقية، منها:
1. الموضوعات النبوية في أدب الرافعي، مجلة الآداب - جامعة بغداد، يناير 1976.
2. النقد عند الرافعي: مفهومه وفلسفته، مجلة المورد، فبراير 1980.
3. الارتجاز والنشيد في الحرب، مجلة المورد، يوليو - 1982.
4. تصويب، مجلة المورد، يوليو - 1983.

### مقالاته
ونشر كثيرًا من المقالات في المجلات الثقافية والصُّحف اليومية، منها:
1. بدوي الجبل شاعر العروبة.
2. محمد بهجة الأثري الأديب المجمعي الفريد.
3. مع الأيام مطارحات وتراجم.
4. في المِربَد نظرات ومبادرات.

## صفاته
وصفه الكاتب العراقي جمال الدين الآلوسي في كتابه "الجزائر بلد المليون شهيد" بقوله: «مصطفى نعمان البدري شاعرٌ ذو عقيدة قومية قوية، يؤمن بأمجاد أمَّته، ويهتزُّ لمفاخرها ويأسى لما يُلمُّ بها من نكَبات، تَلْقَى ذلك طافحًا على قسَمات شعره الذي يُرسله في المناسبات التاريخية، أو المواسم الإسلامية. زادت من أحاسيسه هذه نشأتُه التي نشأ عليها في الأسرة وفي كلية الشريعة ومع الرفقة، هذه المشاعرُ هي التي هدَته أن يختارَ الكاتبَ العربي الإسلامي مصطفى صادق الرافعي موضوعًا لتخصُّصه..  لِما في أدب الرافعي من مُثُل إسلامية عُليا، وتقويم للقيم القومية. وملحمتُه "معجزة العروبة" هي صدًى لهذه المشاعر الجيَّاشة التي تعتملُ في صدره والتأم عليها قلبُه النابض بحبِّه بني قومه أبطال الجزائر المجاهدين، وهي عُصارة مشاعره في رهافة حسٍّ وصدق تعبير وإجادة تصوير».
وقال الأديب المصري محمد سعيد العريان مخاطبًا البدري: «إن ما تدعو إليه من (العروبة المؤمنة) هو غايةُ ما يهدِفُ إليه الفكر القومي من اتساقٍ في عقيدة الأمَّة وضميرها. وهذا ما لا يجعل منك أديبًا شاعراً فحسب، بل يَرقَى بك الى مَصافِّ الروَّاد الأمناء من رجال الأمَّة الحريصين على شخصيتها العربية، والذين يمهِّدون السبلَ القويمة أمام سيرها التاريخي».
وكتب الأديب السوري المترجم عادل الغضبان: «قدَّرتُ وأنا أقرأ مقدمة (معجزة العروبة) أن الأمَّة العربية بالغةٌ بإذن الله من آمالها وأمانيِّها وكفاحها غايةَ الغايات، ما دامَ فيها شبابٌ مثل مصطفى نعمان البدري؛ نذروا للعروبة حياتهم، وصَفَت نفوسُهم صفاء الينابيع، وارتفعوا بروحهم العالية فوقَ معارج النجوم».

## وفاته
توفي مصطفى نعمان البدري في محافظة يالوفا بتركيا، يوم الخميس 1 ذو القَعْدة 1440هـ الموافق 4 يوليو (تموز) 2019م، عن 85 عامًا، وفيها دُفن.

## وصلات خارجية
- في موقع أرشيف المجلات